# Kutuhället
Kutuhället är en ö i Finland.   Den ligger i kommunen Sibbo i landskapet Nyland, i den södra delen av landet, 17 km öster om huvudstaden Helsingfors.
Terrängen på Kutuhället är mycket platt. Öns högsta punkt är 5 meter över havet.